# 出石城
出石城（日语：／ Izushi-jō *）是一座位於日本兵庫縣豐岡市出石町（舊為但馬國出石郡）的城。在江戶時代為出石藩之藩廳。續日本100名城之一。

## 概要
出石城為梯郭式平山城，由低至高以階梯式配置「三之丸」、「西之郭」、「下之郭」、「山里曲輪」、「二之丸」、「本丸」和「稻荷郭」等曲輪，城域為東西約400公尺、南北約350公尺。在下之郭、二之丸、本丸、稻荷郭可發現石垣遺跡，其搭建方式為野面積。兩曲輪之間的通道也有所不同，三之丸和下之郭、下之郭和二之丸是採用虎口，而本丸和二之丸則是使用渡廊。

三之丸又稱「內町」，位於西之郭、下之郭、山里曲輪的北側。此區有日本國內第二古老的鐘樓──辰鼓樓和家老屋敷。城下町則是有上級武家屋敷、町家、郡役所等建築，與三之丸之間以內堀區隔。

## 歷史

### 江戶時代
慶長9年（1604年），小出吉英在有子山之山麓處將有子山城的城主居館改修成出石城，並命出石城作為居城。經過7代的傳承，元祿9年（1696年）因小出英及夭折、小出氏無子嗣的關係，隔年藩主則由原為武藏國岩槻藩藩主松平忠周擔任。同15年（1702年），忠周將位在本丸的藩主居館移至三之丸，並作為對面所使用。
寶永3年（1706年），松平氏與信濃國上田藩的仙石氏交換領地
。
據說當時仙石氏亦帶著信州的蕎麥麵職人至出石，後與當地製麵方法結合成現今有名的「出石蕎麥麵」
。
元和元年（1615年），因一國一城令的關係，出石城成為但馬國唯一的城。
天保6年（1835年），發生仙石騷動，以致石高遭受減封。仙石氏經由7代的治理，直至明治1年（1868年）出石城因廢城令而被拆除為止。

### 近代
昭和43年（1968年），兩復元本丸隅櫓完成。西隅櫓使用千鳥破風和唐破風的設計，東隅櫓雖是同樣的破風風格，但是以相反的朝向設計
。
平成6年（1994年），復元登城門完成
。
平成29年（2017年），和有子山城一同入選為續日本100名城（162號）。

## 圖片

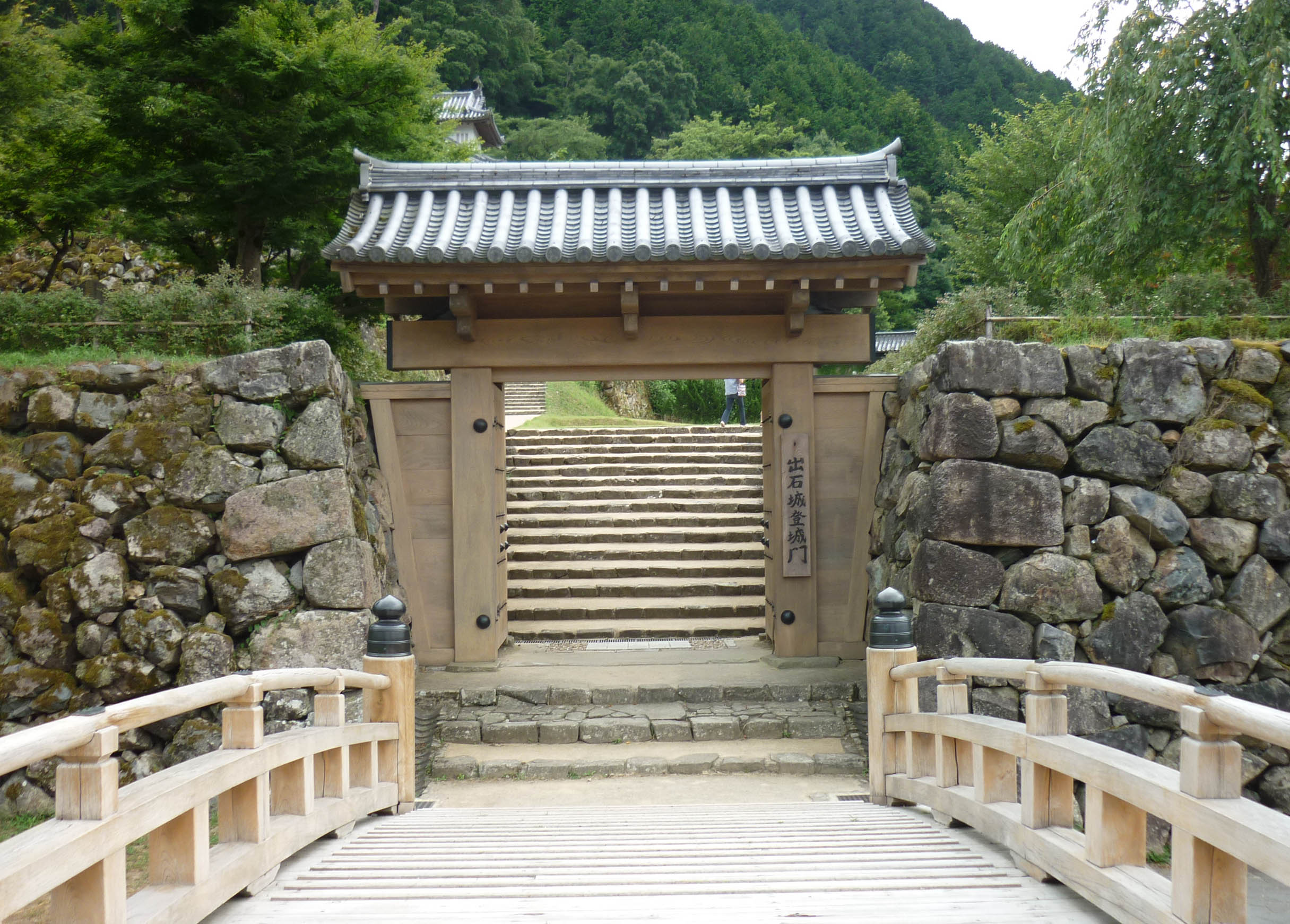
登城門
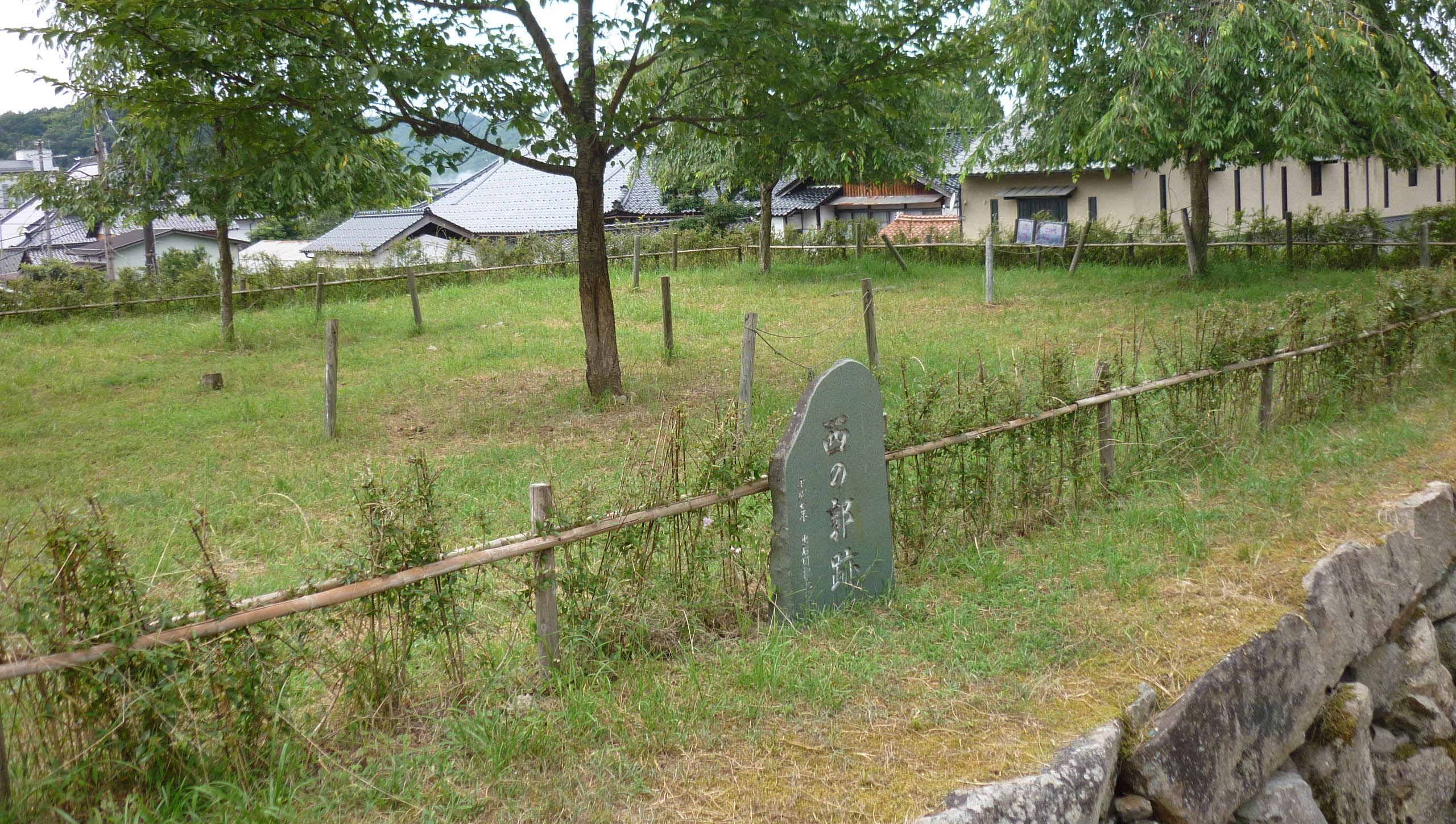
西之郭跡
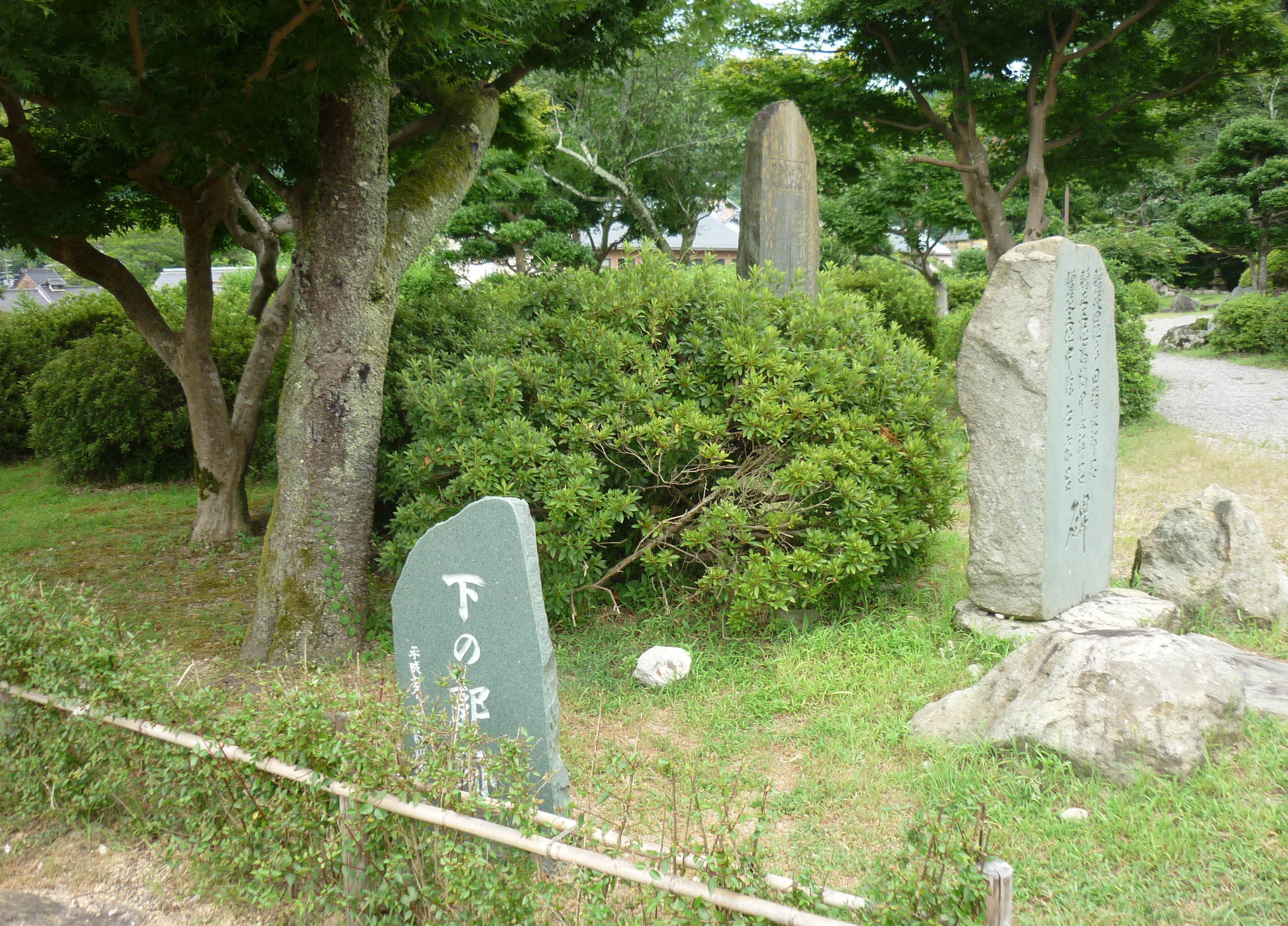
下之郭跡
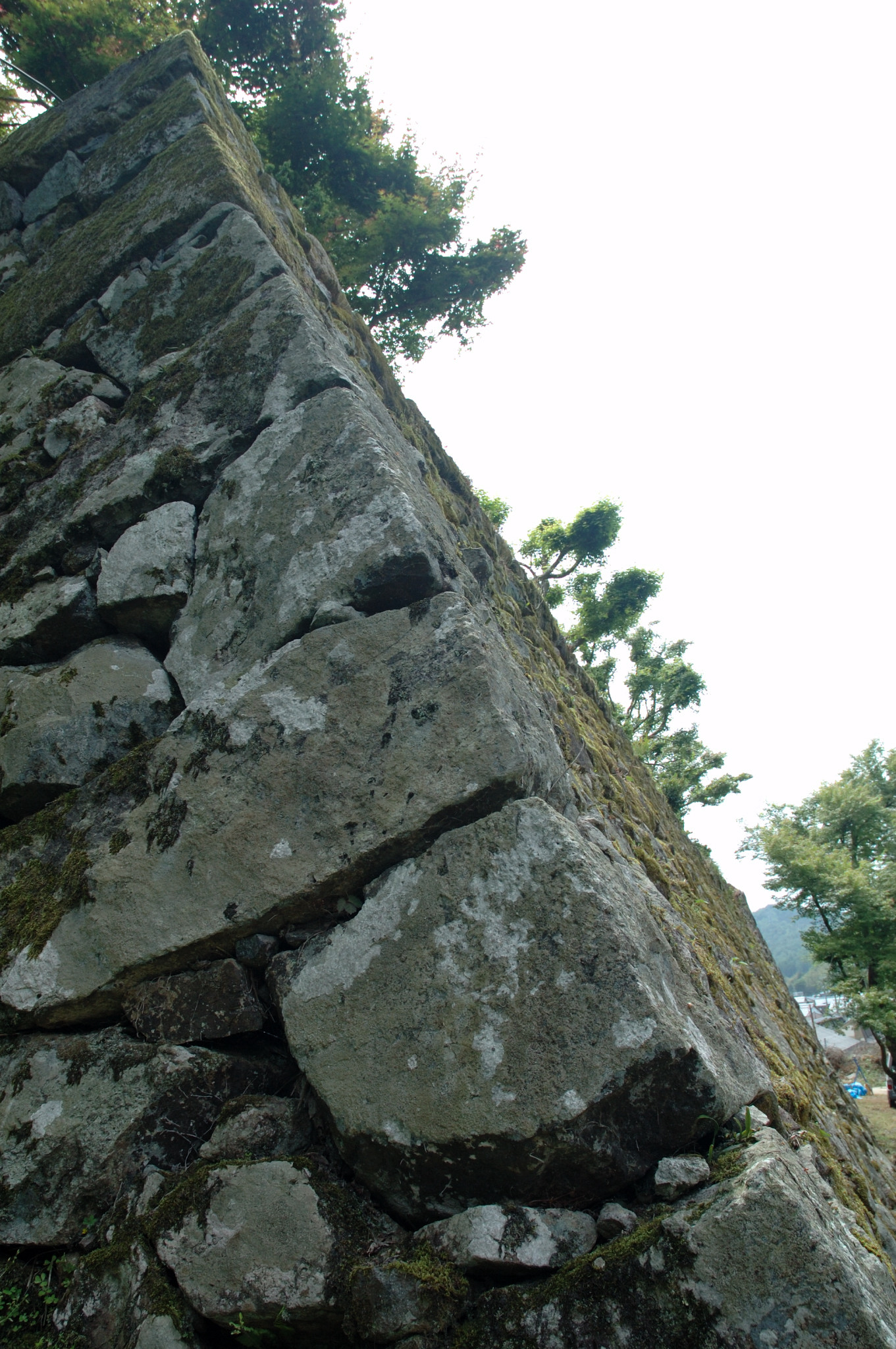
二之丸石垣
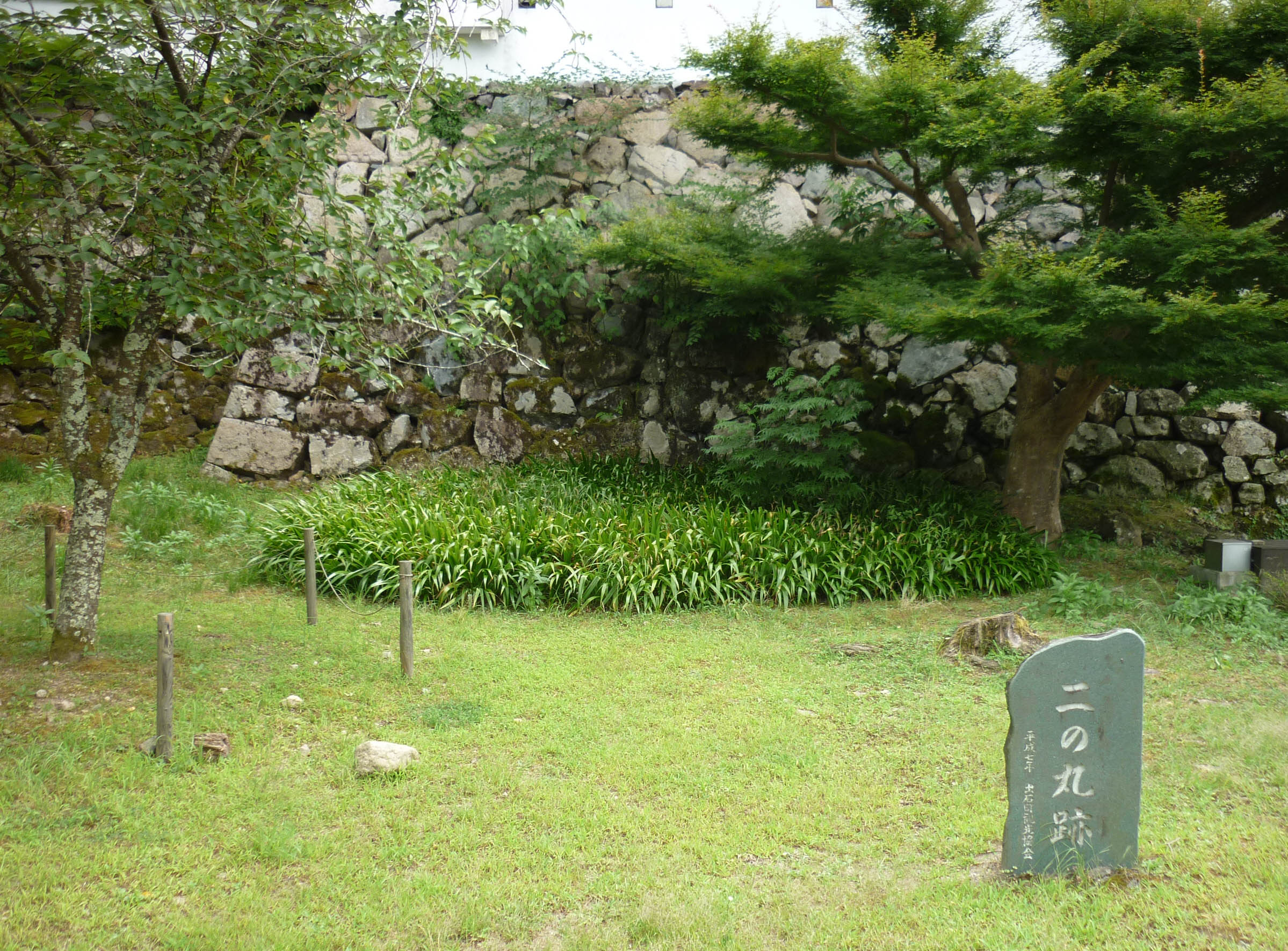
二之丸跡
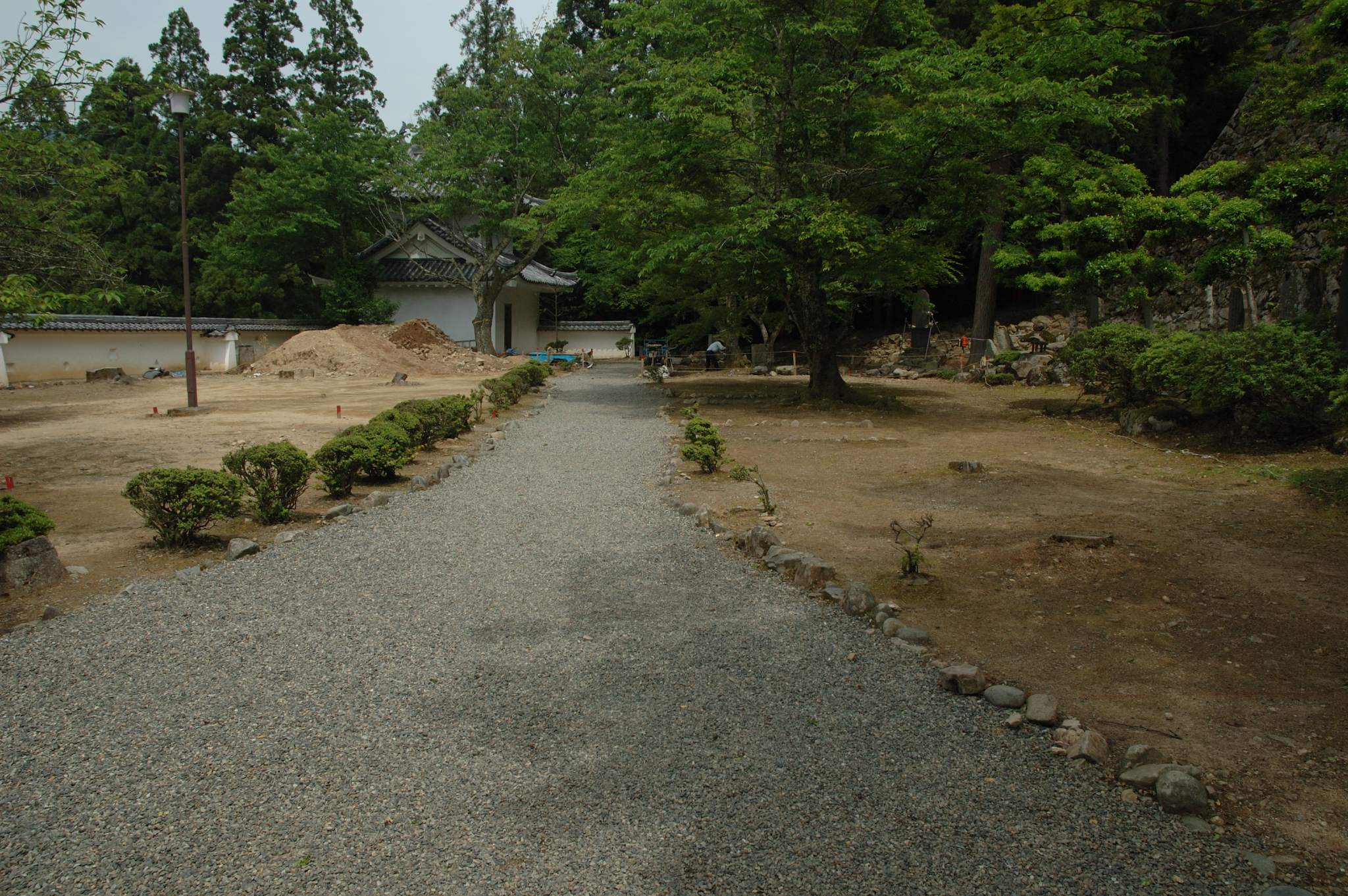
本丸跡
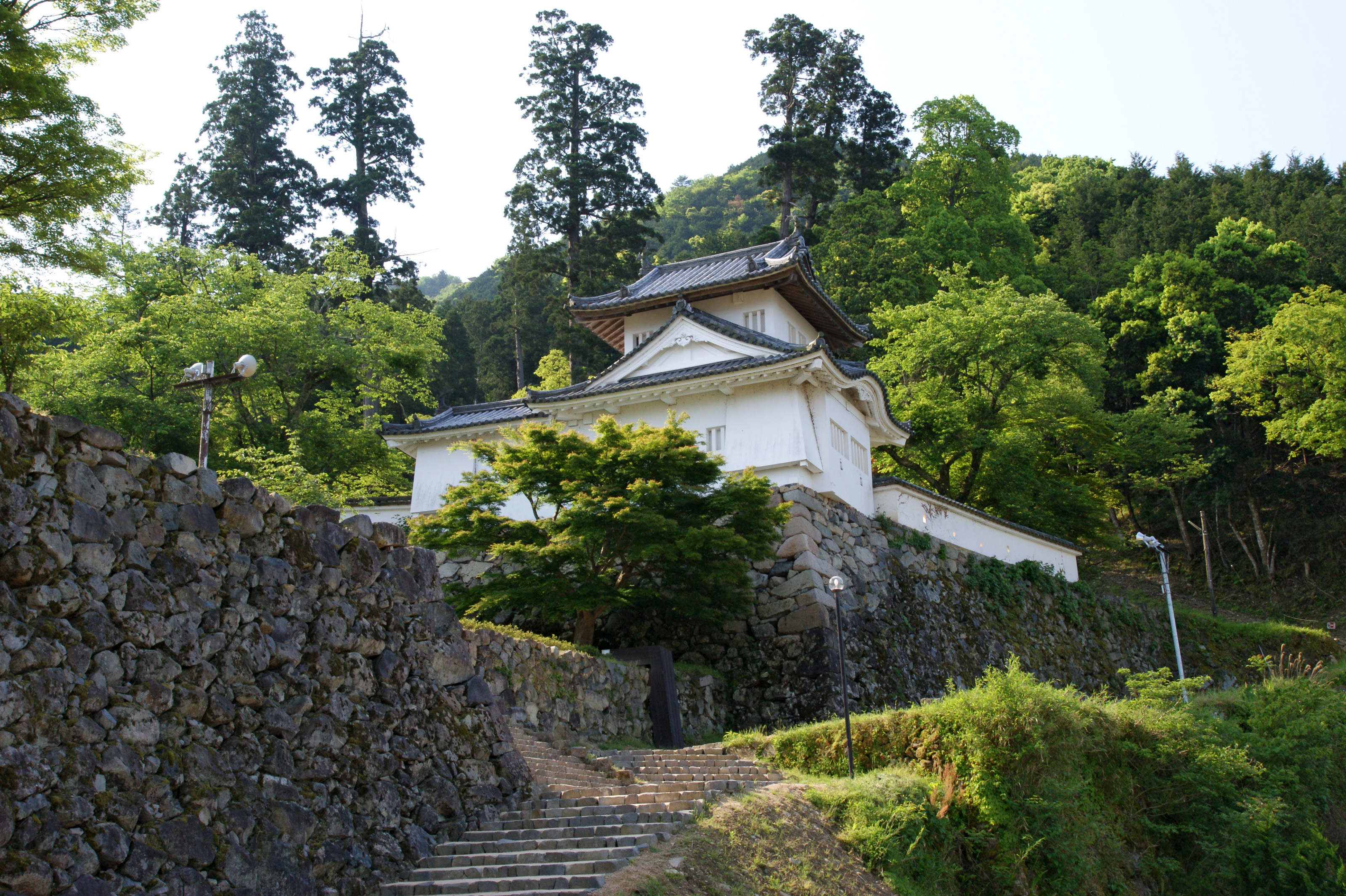
本丸西隅櫓
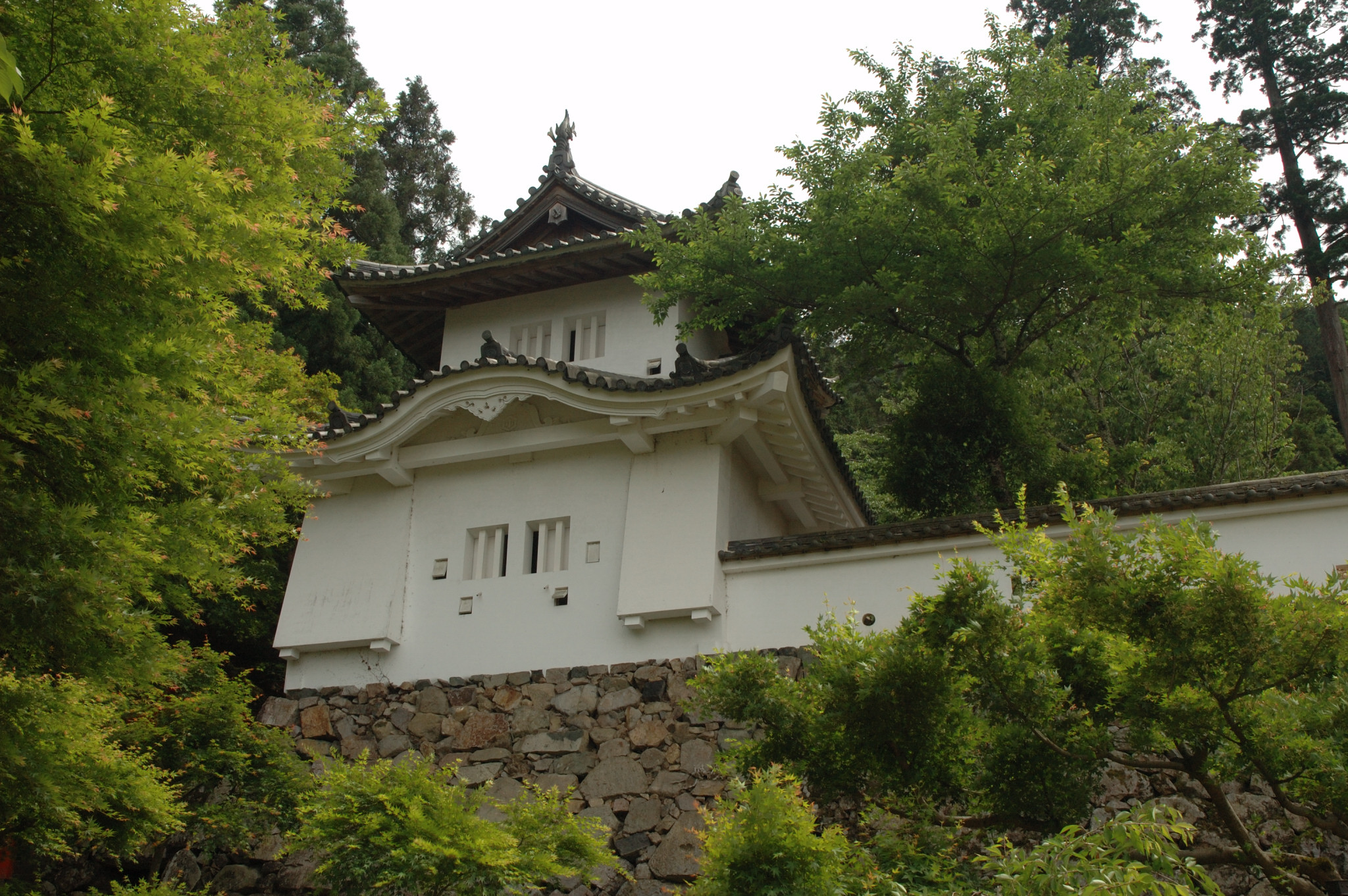
本丸東隅櫓
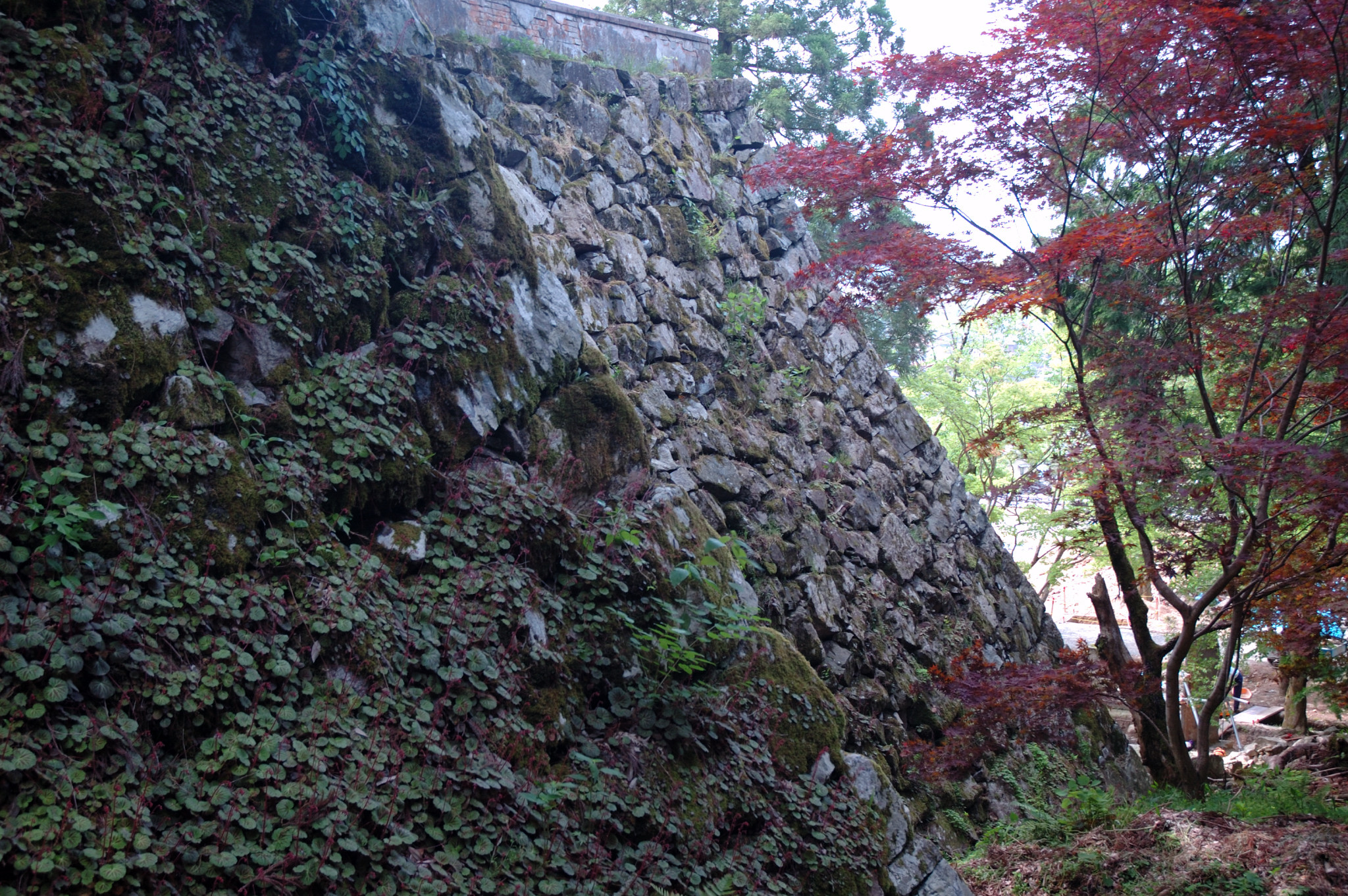
稻荷郭石垣
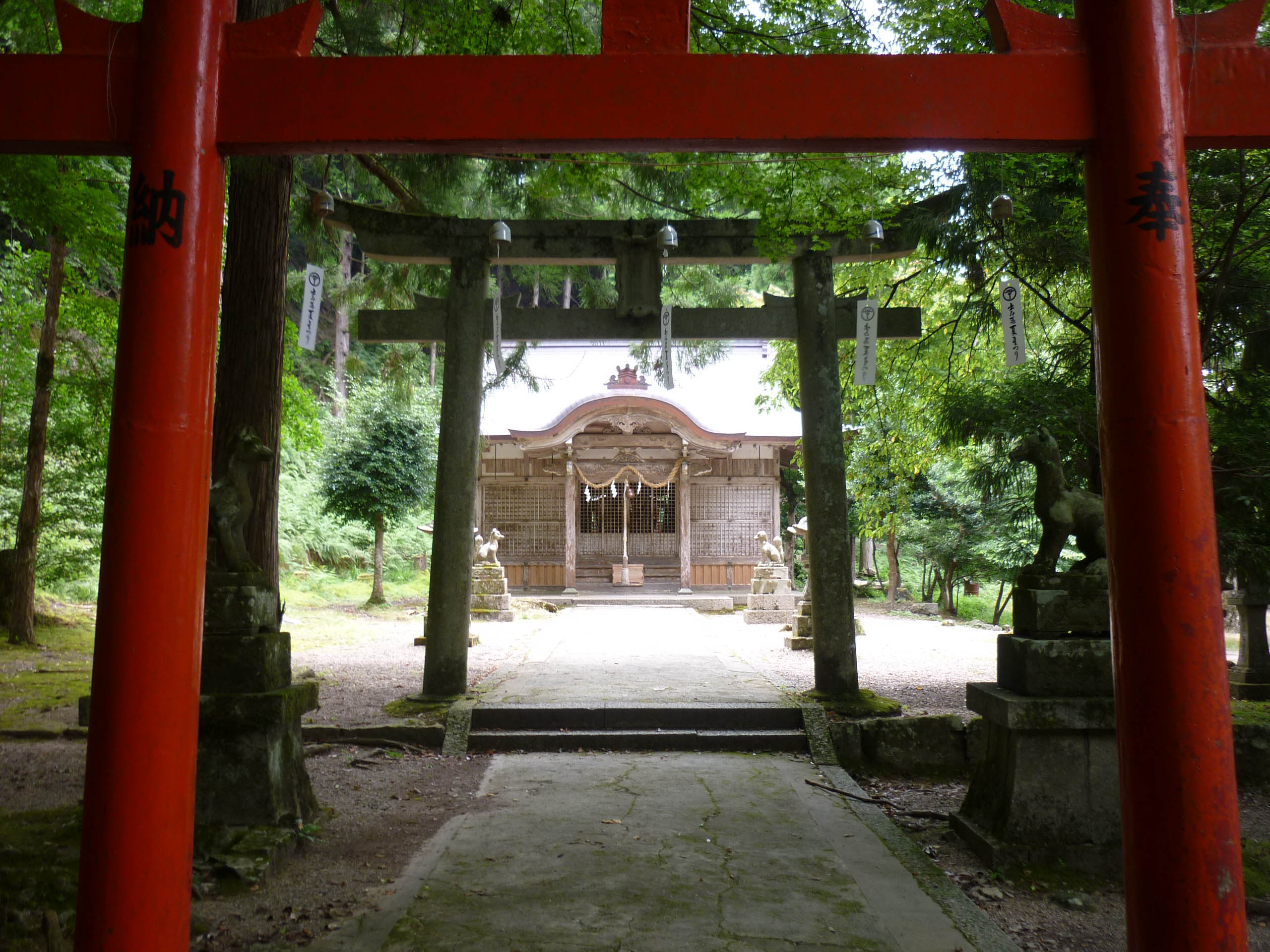
稻荷郭跡
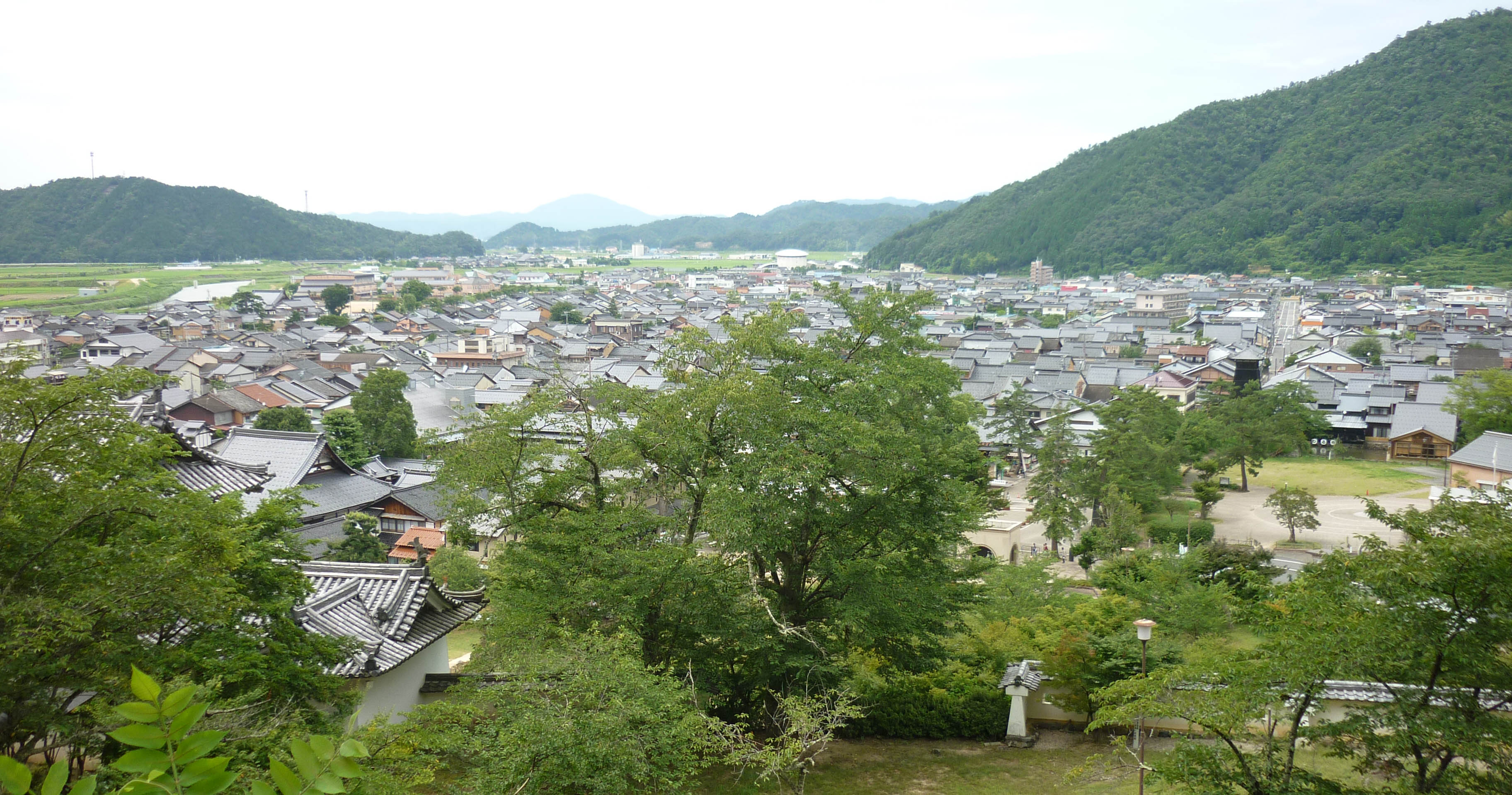
由稻荷郭眺望的景色

## 歷代城主
| 就任期間  | 氏族       | 城主     | 石高        |
| --------- | ---------- | -------- | ----------- |
| 1604-1613 | 小出氏     | 小出吉英 | 5萬石       |
| 1613-1619 | 小出氏     | 小出吉親 | 2萬9千石    |
| 1619-1666 | 小出氏     | 小出吉英 | 5萬石       |
| 1666-1673 | 小出氏     | 小出吉重 | 4萬5千石    |
| 1673-1692 | 小出氏     | 小出英安 | 4萬3千5百石 |
| 1692      | 小出氏     | 小出英益 | 4萬4千石    |
| 1692-1695 | 小出氏     | 小出英長 | 4萬4千石    |
| 1695-1696 | 小出氏     | 小出英及 | 4萬4千石    |
| 1697-1706 | 藤井松平氏 | 松平忠周 | 4萬8千石    |
| 1706-1717 | 仙石氏     | 仙石政明 | 5萬8千石    |
| 1717-1735 | 仙石氏     | 仙石政房 | 5萬8千石    |
| 1735-1779 | 仙石氏     | 仙石政辰 | 5萬8千石    |
| 1779-1785 | 仙石氏     | 仙石久行 | 5萬8千石    |
| 1785-1814 | 仙石氏     | 仙石久道 | 5萬8千石    |
| 1814-1824 | 仙石氏     | 仙石政美 | 5萬8千石    |
| 1824-1868 | 仙石氏     | 仙石久利 | 3萬石       |

## 交通方式
電車和巴士
- 由JR西日本山陰本線之「八鹿車站」或「江原車站」或「豐岡車站」出站後，搭乘全但巴士（日语：全但バス）至「出石」約30分，下車後徒步約走5分。

汽車
- 由北近畿豐岡自動車道之八鹿冰之山交流道（日语：八鹿氷ノ山インターチェンジ）下交流道，行駛約45分。
- 由舞鶴若狹自動車道之福知山交流道下交流道，行駛約60分。

## 外部連結
- 出石城跡 （页面存档备份，存于） - 日本の小さな城下町 丹波・丹後・但馬の小京都・出石の観光案内
- 出石城跡 （页面存档备份，存于） - 兵庫県官方觀光網站